# Fedtegrever (mad)
Fedtegrever er en madingrediens af svin, bestående af sprøde bindevævsrester, der bliver til overs ved frasmeltning af fedt fra flomme. De spises på brød eller til retter såsom finker.